# Je n'ai jamais chanté pour mon père
Pour plus de détails, voir Fiche technique et Distribution.
Je n'ai jamais chanté pour mon père (I Never Sang for My Father) est un film américain réalisé par Gilbert Cates, sorti en 1970.

## Synopsis
La relation complexe entre un homme vieillissant et son fils qui, en dépit des années et de l'invalidité de son père, reste sous l'emprise de celui-ci

## Fiche technique
- Titre : Je n'ai jamais chanté pour mon père
- Titre anglais : I Never Sang for My Father
- Réalisation : Gilbert Cates
- Scénario : Robert Anderson d'après sa pièce
- Production : Gilbert Cates
- Société de production : Columbia Pictures
- Musique : Al Gorgoni et Barry Mann
- Photographie : Morris Hartzband et George Stoetzel
- Montage : Angelo Ross
- Pays d'origine : États-Unis
- Format : Couleurs - Mono
- Genre : Drame
- Durée : 92 minutes
- Date de sortie : 
  - États-Unis : 18 octobre 1970
  - France : 8 octobre 1975 (sortie en province[1])

## Distribution
- Melvyn Douglas (VQ : Ulric Guttinger) : Tom Garrison
- Gene Hackman (VQ : Luc Durand) : Gene Garrison
- Dorothy Stickney (VQ : Huguette Oligny) : Margaret Garrison
- Estelle Parsons : Alice
- Daniel Keyes (VQ : Yves Massicotte) : Dr. Mayberry
- Conrad Bain : Rev. Sam Pell

Version québécoise (VQ) sur Doublage Québec